# Філомена Римська
Філомена Римська (Філомена дослівно означає Дитина світла; 10 січня 291, Керкіра — 10 серпня 304, Рим) — ранньо-християнська свята, грецька принцеса та діва-мучениця, що постраждала в Римі в часи переслідування християн Діоклетіаном. Канонізована 30 січня 1837 року.

## Знайдення мощей
Діву-мученицю Філомену шанують у християнстві через її молитви до Бога.
24 травня 1802 року в катакомбах св. Присцили в підземеллі Риму під час розкопок знайшли мощі св. Філомени, приховані понад 1500 років, та знаряддя її мучеництва — якір (яким її намагалися утопити), стріла (котрою стріляли), пальмова гілка (символ стійкості), бич, ще 2 стріли (повторна спроба вбивства) і лілея (символ чистоти). Була глиняна ще амфора, куди зібрали кров мучениці після її страти.
Кров зіскребли і помістили у кришталеву посудину, мощі — у скляний саркофаг, і перевезли з Риму у місто Мугнано поблизу Неаполя (доправляв мощі священик Франциск Луція).  Саркофаг розмістили на один з престолів місцевої церкви, туди досі здійснюють паломництво. 
На честь Філомени будували храми і вівтарі. Відомостей про її життя мало, а наявні вважаються посланими у небесній візії трьом людям (реміснику, священику і монахині), які не знали одне про одного і жили в різних частинах світу.

## Життя св. Філомени
Батьки св. Філомени були надзвичайно заможними: батько правив грецьким містом-державою у східній частині Римської імперії в кінці III ст., за часів Цісаря Діоклетіана (останній і найжорстокіший переслідувач християн). Не маючи дітей, під впливом сімейного лікаря Публіціуса вони прийняли заборонене на той час християнство. Доньку назвали Філоменою (Дитиною світла), виховували у глибокій побожності і покорі. Перший раз вона сповідалася і причастилася в 5 років. В 11 Філомена присвятила себе Ісусу присягою чистоти до смерті.
Коли їй виповнилося 12, батько у візиті до Риму, щоб заспокоїти Цісаря Діоклетіана, котрий грозив його місту війною, взяв з собою сім‘ю. На прийомі імператор Діоклетіан захотів одружитися з 12-річною Філоменою. Батьки Філомени вбачали в цьому мир для грецького міста-держави і вимагали, щоб донька погодилася на шлюб. Дівчинка відмовила імператору через обітницю цноти Христу. Цісар всіляко марно вмовляв її, потім розлютився і втілив погрози, на що Філомена відповіла, що не боїться. Цісар наказав скувати дівчинку кайданами і кинути у темницю. На 37 день у тюрмі Філомені з'явилася Пречиста Діва Марія і розповіла про муки, які чекають на Філомену за її любов до Христа. Богородиця пообіцяла прислати Філомені Архангела Гавриїла, який підтримає дівчинку, коли її катуватимуть.

## Мученицька смерть та канонізація
На 40-й день дівчинку за прямим наказом Цісаря бичували (били нагайками), поки на ній не лишилося живого місця, після чого кинули у темницю помирати. Але, за переказом, Діва Марія послала Філомені двох ангелів, які омили її рани небесним бальзамом і всі рани загоїлися, а сили повернулися. Здивований Цісар знову намагався примусити дівчинку одружитися з ним. Після чергової відмови наказав прив'язати до її шиї якір і кинути в Тибр. Але ангели ніби-то знову врятували її, розірвавши шнур, і винесли на берег на очах у натовпу. Розлючений Цісар наказав прив'язати Філомену до коней і волокти вулицями Риму, а після тортур розпорядився лучникам розстріляти її. В Філомену випустили дюжину стріл і кинули знову в темницю. За легендою, Бог навіяв на неї сон, стріли випали з її тіла, а коли вона прокинулася, на тілі не було жодної ознаки тортур. Наступного дня стріли не хотіли вилітати з луків. Цісар звинуватив Філомену у відьомстві і наказав розпечи стріли до червона і знову стріляти, але стріли повернулися назад і вбили кілька лучників. Натовп, присутній на страті, почав сміятися з Цісаря Діоклетіана, який наказав негайно відтяти Філомені голову мечем. На місце страти дівчинка йшла гордо і щасливо, ніби на весілля. Римські християни забрали тіло та поховали її зі знаряддями тортур в катакомбах під Римом. Мучениця Філомена померла в п'ятницю, о третій годині — як і Ісус Христос на Голгофі.
30 січня 1837 року Папа Григорій XVI після тривалих досліджень різних чудес канонізував мученицю Філомену в ряд Святих. Апостольський престол проголосив її покровителькою дітей та Живої Вервиці.

## Масло Святої Філомени
Масло Святої Філомени використовують для сили, здоров'я і бадьорості Духа. Воно служить також, як матерія для святого єлеопомазання. Часто масло, що горіло у лампадах Церкви Святої Філомени повертає зір сліпим, слух глухим, мовлення німим і життя відмершим частинам тіла.
Масло Святої Філомени освячують щороку на свято її заступництва, у другу неділю січня. Тільки священник, який пройшов спеціальний курс для освячення цієї олії у церкві у Мугнано (Італія, Неаполь), може освятити це масло. Після освячення масло повинно побути біля мощей Святої Філомени у церкві 15 днів. Свята Філомена підживлює його святим подихом живої віри. Це, особливо освячене масло розсилається у всі частини світу і служить як ліки проти багатьох недугів. Кожен може освятити себе цим святим маслом звертаючись до Святої Філомени, кожен може помазати рану. Навіть маленька кількість масла св. Філомени, спроможна творити великі чудеса оздоровлення.

## Пояс Святої Філомени
Папа Лев XIII випробував пояс Святої Філомени і дав особисті привілеї усім, хто носить його. Ритуал освячення пояса св. Філомени ми зустрічаємо у Західній Церкві. Пояс Святої Філомени дуже швидко широко розповсюдився серед вірних. Він використовується як захист проти хвороб і проти усякого зла.
Шнурок святої Філомени є освячений святою водою та спеціальними молитвами. Вважається, що особа, яка носить цей шнурок, є під опікою св. Філомени.

## Книги про Святу Філомену
Історія розвитку і поширення набожності до святої Філомени розпочинається описом її життя та мученицької смерті. Про все це розповідається у книзі під назвою «Діяння святої Філомени», що була схвалена Апостольською столицею 21 грудня 1883 року.
Українською мовою видана книжка «Чуда і ласки святої Філомени»